# Grab der Hetepheres I.

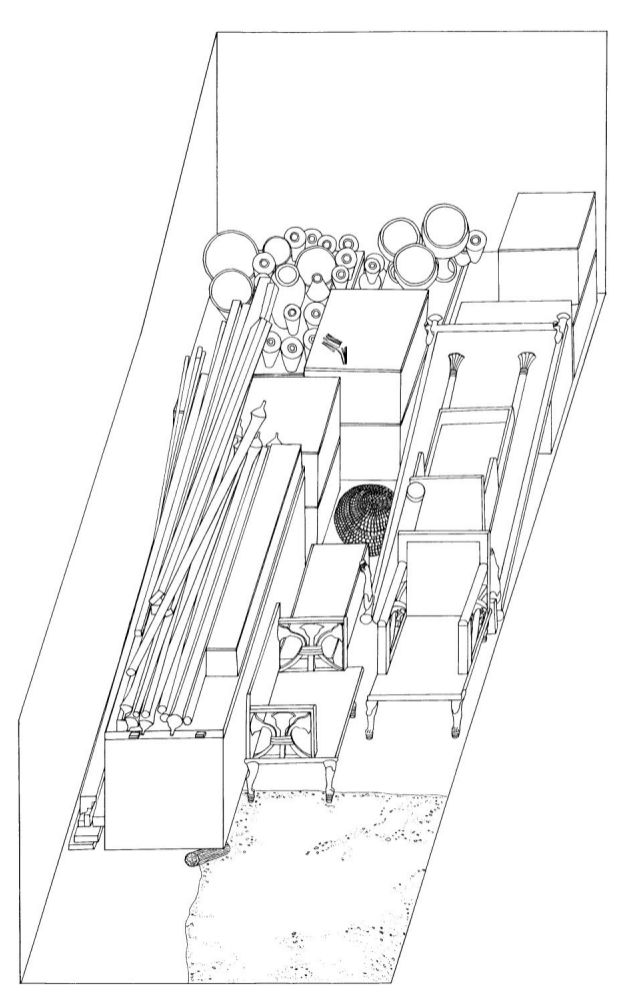
Rekonstruktion der ursprünglichen Grabausstattung von George Andrew Reisner

Das Grab der Hetepheres I. (auch G 7000x) ist ein altägyptisches Schachtgrab in Gizeh. Es ist Teil des Ostfriedhofs der Cheops-Pyramide (Nekropole G 7000) und liegt unweit der Nordostecke der nördlichen Königinnenpyramide G I-a. Die ägyptische Königin Hetepheres I. war Mutter des Cheops und vermutlich Gemahlin des Snofru.
Das Grab wurde 1925 von Mitarbeitern des Ägyptologen George Andrew Reisner entdeckt. Ein Schacht führt über 27 m tief zu einer Kammer, die noch weite Teile der Grabausstattung der Königin enthielt. Die organischen Materialien der Funde waren schon vergangen und nur noch Staub und kleinste Bruchstücke blieben übrig. Es war in aufwändiger Arbeit möglich, viele Gegenstände zu rekonstruieren. Berühmt wurde das Grab durch Stil und Reichtum der königlichen Grabausstattung. Es ist die besterhaltene Grabausstattung einer Königin des Alten Reiches.
Das Grab war allerdings nicht unberaubt. Der Alabaster-Sarkophag wurde leer vorgefunden, dafür war der versiegelte Kanopenkasten mit den Eingeweiden noch intakt. Bis heute wurde für diese Fundumstände noch keine befriedigende Erklärung gefunden. Sicherlich war es nicht das reguläre Grab der Königsmutter. Möglicherweise handelt es sich um ein verstecktes Grab (Cachette) zum Schutz vor Grabräubern oder um ein Notgrab.

## Entdeckung und Erforschung

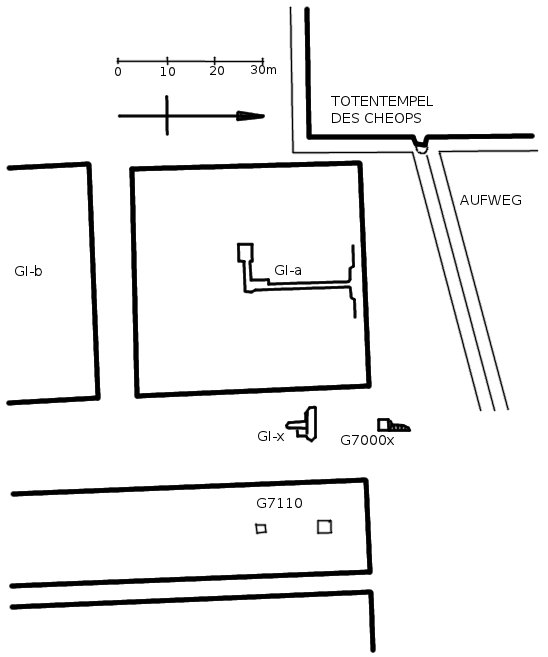
Lage des Grabes G7000x der Hetepheres im Ostfriedhof der Cheops-Pyramide

Seit 1905 leitete George Andrew Reisner Ausgrabungen im Umfeld der Pyramiden von Gizeh. Als der Fotograf des amerikanischen Teams am 2. Februar 1925 nach einem geeigneten Standort für gute Aufnahmen an der Ostseite der Cheops-Pyramide suchte, rutschte ein Bein des Kamerastativs in eine ungewöhnliche Felsspalte, die sich als verdeckte Mündung eines Schachts und einer Treppe erwies. Zu diesem Zeitpunkt hielt sich Reisner in den USA auf. Nachdem die Archäologen in zweiwöchiger Arbeit den Schacht und die Treppe vom Geröll gereinigt hatten, stießen sie auf den seit der Antike verschlossenen Eingang der Grabkammer. Am 8. März 1925 öffnete Alan Rowe, der stellvertretende Leiter der Ausgrabungen, erstmals die Kammer. Sie war voll aufgeschichteter Dinge. Die organischen Materialien waren schon vergangen, nur Staub und kleinste Bruchstücke waren übriggeblieben. Der gesamte Boden des Raumes war mit Goldblech angefüllt, das von den mit Gold beschlagenen Möbeln stammte, die dort einst deponiert waren. Bereits bei der Entdeckung war klar, dass es sich nicht um eine ungestörte Bestattung handelte, da Keramikobjekte zerschmettert waren und Leinenzeug verstreut herumlag.
Am 12. März ordnete Reisner an, die Kammer bis zu seiner Rückkehr nach Ägypten wieder zu verschließen. Erst am 21. Januar 1926 wurde sie unter seiner Leitung erneut geöffnet. In 321 Arbeitstagen machte vor allem der damals noch junge Dows Dunham akribisch genaue Aufzeichnungen von jedem Objekt. Die Arbeit erwies sich als gefährlich: Ein Stein löste sich von der Kammerdecke und Dunham kam nur unverletzt davon, weil er einen Helm trug. Neben Reisner und Dunham war auch Noel Wheeler bei der Leerung der Kammer beteiligt. Ergebnis dieser Arbeit waren insgesamt 1701 Manuskriptseiten mit Plänen und Notizen und 1057 Fotografien. Dadurch war es möglich, die ursprüngliche Lage der zerfallenen Objekte zu bestimmen und auch die Anordnung der gesamten Grabausstattung zu rekonstruieren. Obwohl Rekonstruktionen von Bruchstücken zum Alltag der Archäologen und mancher Ägyptologen gehören, ist diese Rekonstruktion eine besonders herausragende Leistung.
Nachdem die gesamte Kammer ausgeräumt war, folgte am 3. März 1927 die mit Spannung erwartete Öffnung des Sarkophags in Anwesenheit einer namhaften Gesellschaft. Doch die Ausgräber wurden enttäuscht: Er war leer. Lindon Smith, der an der Öffnung beteiligt war, berichtete darüber:

„Als [der Deckel] hoch genug angehoben war, sodass ich hineinspähen konnte, sah ich zu meiner großen Bestürzung, dass die Königin nicht darin lag – der Sarkophag war leer! Ich wandte mich an Reisner und sagte mit lauterer Stimme als beabsichtigt: ‚George, sie ist ein Blindgänger!‘ Daraufhin fragte der Minister für staatliche Bauprojekte: ‚Was ist ein Blindgänger?‘ Reisner erhob sich von seiner Kiste und sagte: ‚Gentlemen, ich befürchte, Königin Hetepheres gewährt keine Audienz.‘ Dann fügte er hinzu: ‚Mrs. Reisner wird im Lager eine Erfrischung servieren […]‘“

Am 18. April 1927 wurde der 2,2 Tonnen schwere Sarkophag geborgen und am 21. Mai die vermauerte Nische geöffnet, in der man den noch intakten Kanopenkasten fand. Erst nach 25-jähriger sorgfältiger Rekonstruktionsarbeit wurde der gesamte Grabbefund publiziert.

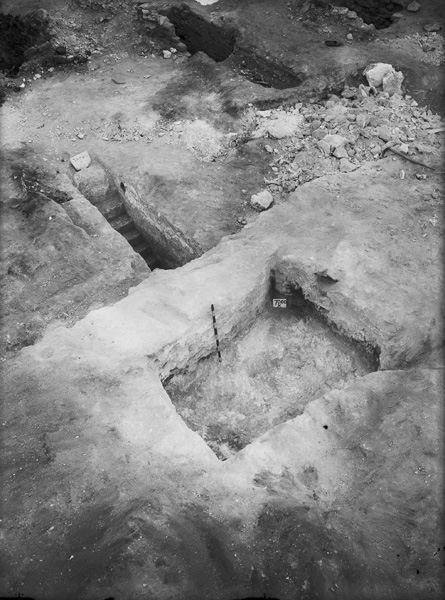
Schacht und Treppe nach Entfernen der ersten Steinverfüllung, 1925
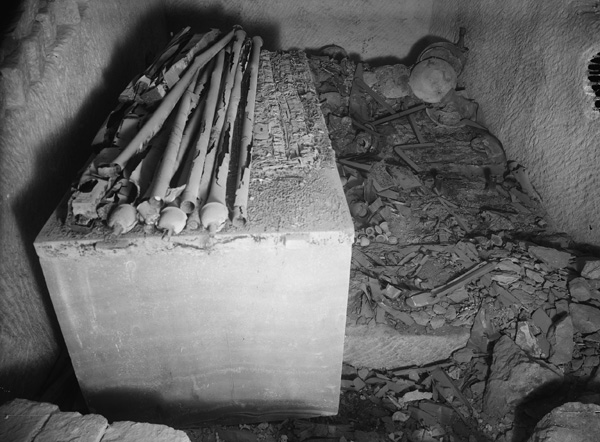
Die Grabkammer der Hetepheres nach ihrer Öffnung 1926
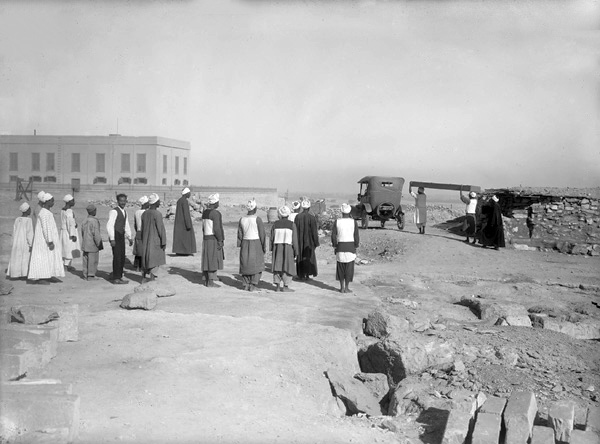
Abtransport einer Kiste mit Funden, 1926

## Architektur

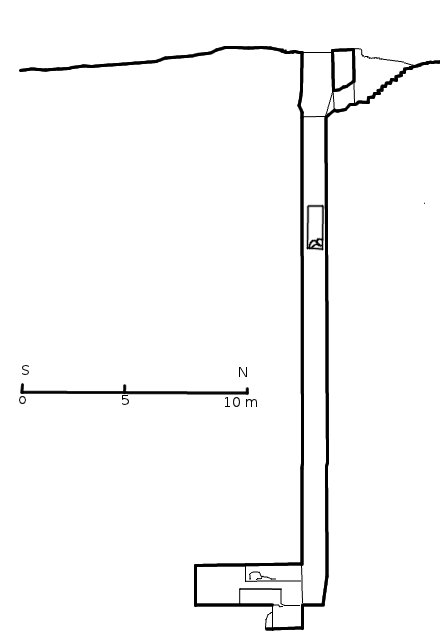
Schnitt durch das Schachtgrab der Hetepheres

Das Grab weist keinen Oberbau auf. Als Zugang verläuft eine zwölfstufige Treppe in einer Breite von 55 cm auf den Schacht zu, zuerst offen in einer Länge von 3,4 m, dann weitere 95 cm im Fels. In einer Tiefe von 3 m trifft sie auf den Schacht. Die Mündung des Schachts misst 1,75 m (nord-süd) × 2,37 m (ost-west). Die Breite verengt sich bald auf 1,35 m bis 1,55 m. Am oberen Rand des Schachts konnten Einschnitte für Balken festgestellt werden, die wahrscheinlich der Senkung des Sarkophags dienten. An den Schachtwänden sind Einbuchtungen ausgearbeitet, die den Arbeitern das Hinauf- und Hinunterklettern ermöglichten.
In einer Tiefe von 7,47 m wurde in der Westwand eine 2,10 m hohe und 1,67 m tiefe Nische erreicht. Diese verschloss eine 92 cm × 67 cm große Fläche, die einen gehörnten Schädel und drei Beinknochen eines Stieres enthielt, die in eine verfallene Schilfmatte eingewickelt waren. Daneben gab es zwei Weinkrüge und einen Kalkstein, von dem Rowe annahm, dass er dem rituellen Zerschlagen des Stierschädels diente, ein Silber- und einige Basalt- und Holzkohlefragmente. Diese bilden ein mit der Einbringung der Beigaben zusammenhängendes Opfer.
In einer Tiefe von 27,42 m mündet der Schacht in den 1,92 m hohen Eingang zur Grabkammer. Diese führt 5,22 m südwärts, mit einer unterschiedlichen Breite von 2,67 bis 2,77 m. Gleich hinter dem Eingang befindet sich in der nordwestlichen Ecke eine 1,21 m tiefe und 1,40 m × 1,60 m große Vertiefung im Boden, die mit Schutt und Staub aufgefüllt wurde. Somit war für den Raum wahrscheinlich eine ursprüngliche Höhe von 3,16 m geplant, die auch genügend Platz für die Aufstellung des Baldachins geboten hätte. Ein 40 cm tiefer Einschnitt im Fels verläuft über dem Sarkophag von der Decke 95 cm tief nach unten über eine Länge von 2,60 m. Dieser wurde teilweise mit Steinschutt gefüllt, als die Kammer im gegenwärtigen Zustand verwendet wurde. Ein weiterer, 75 cm tiefer und 2,76 m langer Einschnitt enthielt den Kanopenkasten und wurde sorgfältig mit Mauerwerk und Gips verschlossen.

## Die Grabausstattung

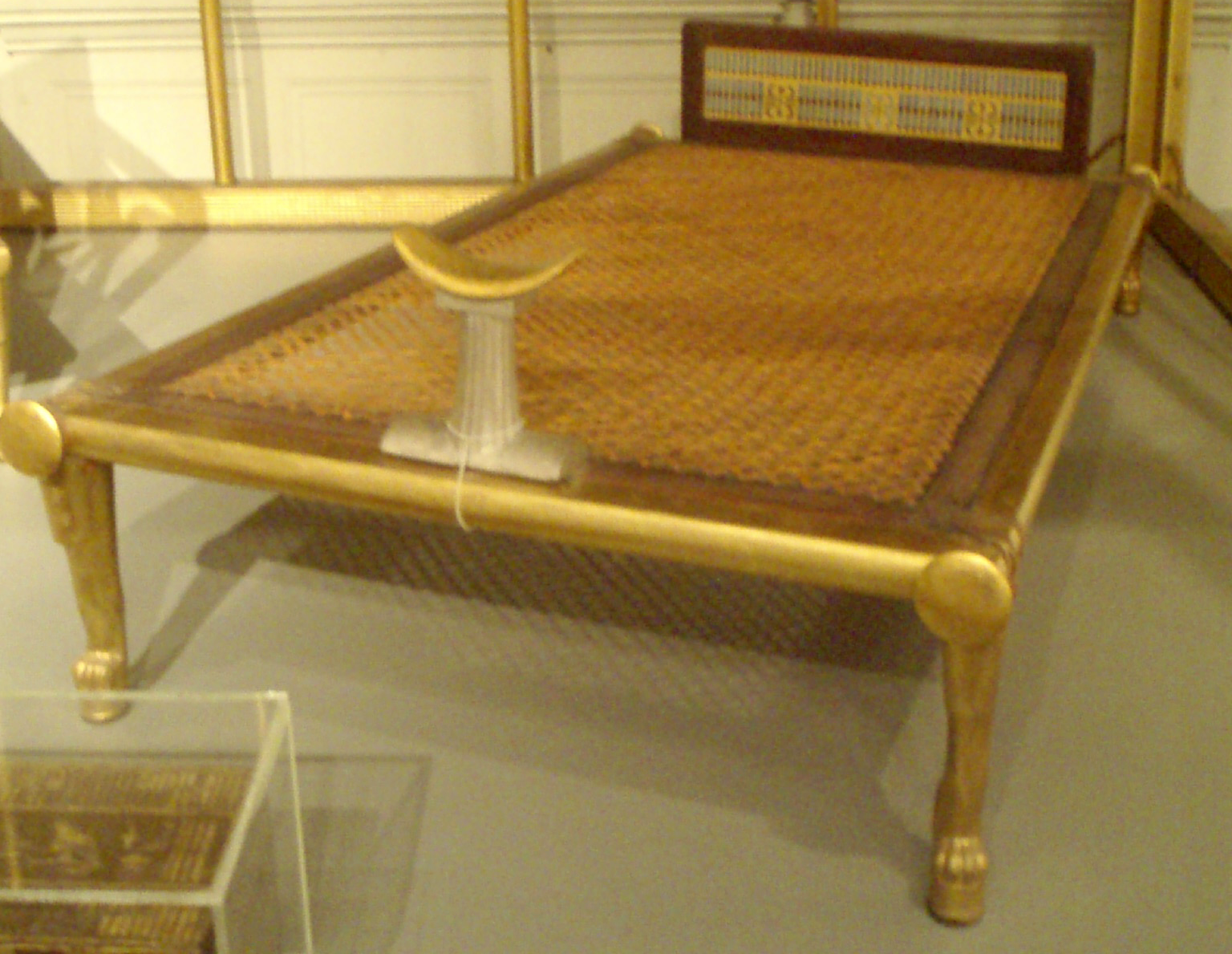
Orignialgetreue Kopie des Bettes im Museum of Fine Arts Boston nach dem Original im Ägyptischen Museum Kairo (JE 53261).

Die meisten der gefundenen Gegenstände werden heute im Ägyptischen Museum in Kairo ausgestellt. Die Objekte tragen sowohl die Inventarnummern JE (Journal d'Entrée du Musée) als auch RT (Registre Temporaire). Kleinere Stücke und originalgetreue Kopien größerer Gegenstände befinden sich im Museum of Fine Arts in Boston (MFA). Roman Gundacker teilt die Grabbeigaben auf Grund der Inschriften in zwei Gruppen: Zum einen jene Gegenstände, die ursprünglich nur dem Hof beziehungsweise dem König Snofru gehörten und erst nach dessen Herrschaft in ihren Besitz gelangten und zum anderen jüngere Objekte, deren Herstellungsdatum in die Regierungszeit des Cheops fällt und somit vermutlich zum Haushalt der Hetepheres als Königsmutter gehörten. Es bleibt unklar, inwiefern Möbel und andere Beigaben eigens für die Grabausstattung hergestellt wurden.

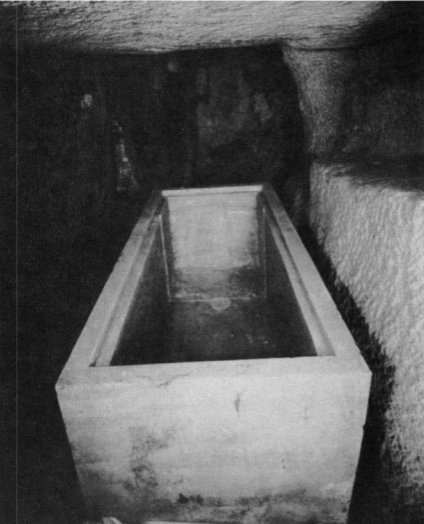
Der geöffnete Alabastersarkophag (JE 51899) in der Grabkammer

Der unbeschriftete Alabaster-Sarkophag (JE 51899) stand an der Ostwand der Grabkammer, einen Meter hinter dem Eingang. Er misst 2 m × 85 cm bei einer Höhe von 80 cm. Der Deckel zeigt an der Außenseite eine Dicke von 5 cm, dies liegt aber an einem 5 cm breiten und 4 cm tiefen Vorsprung, der ihn fixierte. Die Enden des Deckels hatten jeweils zwei vorstehende Handgriffe. Die Ausgräber stellten fest, dass ein Metallwerkzeug entlang des oberen Randes des Kastens verwendet wurde, um den Deckel aufzuhebeln und Splitter des oberen Randes wurden entlang der Wandseite, in einem mit Leinen gefüllten Kasten in der Südecke des Grabes und entlang der Südwand des Grabes gefunden. Dies waren erste Hinweise darauf, dass der Inhalt des Sarges gestört wurde und tatsächlich wurde er leer vorgefunden.

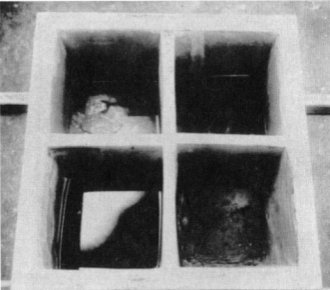
Kanopentruhe (JE 52452) mit Flüssigkeit nach Entfernen des Deckels

In einer Vertiefung in der Westwand stand der Kanopenkasten aus Alabaster (JE 52452). Er wurde weit in die Vertiefung gesetzt und vom Mauerverputz abgedichtet. Er ruhte auf einem kleinen, hölzernen Schlitten, von dem die Läufer identifiziert werden konnten, der für eine Rekonstruktion aber zu schlecht erhalten war. Die quadratische Truhe ist 48,2 cm breit und 35 cm hoch. Der Deckel hat zwei kleine, vorspringende Griffleisten und ruhte flach, ohne Vorsprung auf dem Kasten. Das Innere ist in vier 26,2 cm tiefe Abteile durch schmale Wände geteilt. Eines enthielt verweste organische Stoffe, drei etwa 5 cm tief eine gelbliche Flüssigkeit, die aus einer 3-prozentigen Natronlauge bestand. In dieser lag das Kanopen-Gebinde, das die Eingeweide der Hetepheres enthielt. In der Mitte des Deckels war ein Lehmsiegel, der einen Strang befestigte, der um die Truhe verlief. Das Siegel wurde von einem kleinen, durchlöcherten Keramikdeckel geschützt. Die Lehmoberfläche war stark beschädigt. Sicherlich wurde auf ihr die „Leichenhalle des Cheops“ erwähnt, so wie auf den anderen Siegeln, die im Grab gefunden wurden.
Das 177,8 cm lange und 97 cm breite Bett (JE 53261) ist vom Kopf- bis zum Fußende deutlich nach unten geneigt, von 35,5 cm Höhe bis 21,5 cm am Fußende. Abgesehen von den Füßen und der Liegefläche ist das Holzbett mit Blattgold überzogen. Wie im alten Ägypten üblich, enthält es kein Kopfteil, sondern ein Holzpanel an der Fußseite, das durch zwei mit Kupfer überzogenen Holzzapfen in ebenfalls mit Kupfer überzogenen Vertiefungen im Bettgestell befestigt wurde. Als einziger Teil ist die Innenseite des Fußbrettes verziert: alternierend mit eingelegten Federn und Rosetten, die in den typischen Farben Blaugrün und Schwarz gehalten sind. Die Füße in Form von Löwenbeinen weisen zum Kopfende hin und sind mit dünnen Lederschnüren an den Seitenteilen befestigt. Die mit Gold und Silber verkleidete Kopfstütze lagerte in einer Goldschatulle.

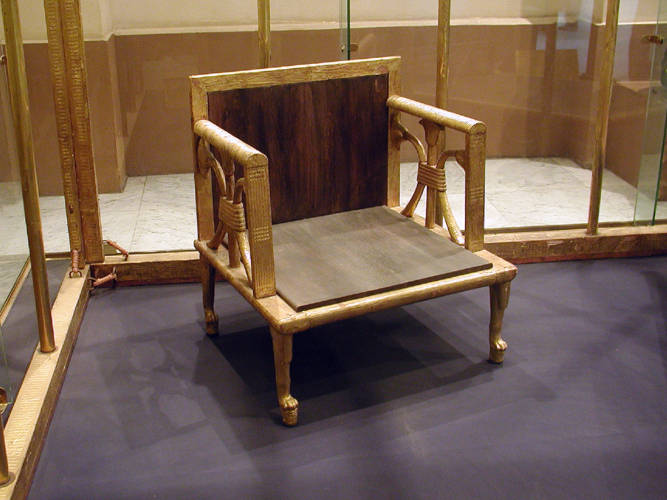
Armsessel (JE 53263) der Hetepheres im Ägyptischen Museum in Kairo

Zum Mobiliar gehörten zwei Armsessel, deren Holz völlig zerfallen war. Der eine Armsessel (JE 53263) stand ursprünglich mit dem Rücken zum Alabastersarkophag. Mit Ausnahme der Sitzfläche und Rückenlehne war er vollständig mit Gold überzogen. Aus der Goldverkleidung konnten die naturbelassenen Holzpaneele rekonstruiert werden. Die vorderen Stützen der Armlehnen zeigen ein einfaches Mattenmuster. Die Armlehnen bestehen aus jeweils drei zusammengebundenen Papyrusstängeln. Die Füße sind in der Form von Löwenpranken gearbeitet. Da die Vorderbeine mit 28 cm etwas höher sind als die 26 cm hohen Hinterbeine, fällt die Sitzfläche leicht nach hinten ab. Außerdem sind die Beine ziemlich tief und der Sitz sehr breit und tief. Insgesamt ist der Rahmen 79,5 cm hoch, 71 cm breit und 66 cm tief.

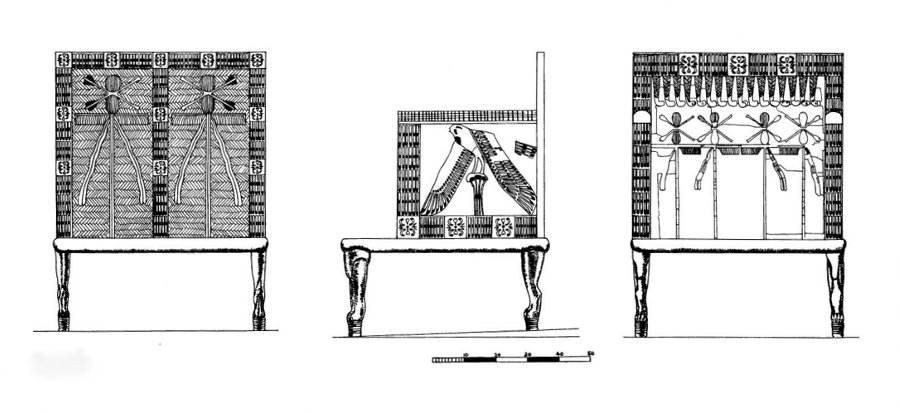
Rekonstruktionszeichnungen des zweiten Armsessels (Temp. Reg. 22.2.60) nach Reisner

Der wertvollere der beiden Armsessel (Temp. Reg. 22.2.60) war unwiederbringlich zerstört und konnte nur teilweise rekonstruiert werden. Die Fundlage der nur sehr fragmentarisch erhaltenen Löwenfüße deutet darauf hin, dass er ursprünglich im rechten Winkel zu ersterem stand, in Richtung zum Eingang, mit dem Rücken zum Bett und zur Sänfte. Dieser wurde nicht nur mit einem einfachen Goldüberzug, sondern auch mit verschiedenfarbigen Einlagen dekoriert. Die Armlehnen schmückte jeweils ein auf einer Palme stehender Horusfalke mit ausgebreiteten Flügeln. Standarten der Göttin Neith dekorierten die Rückenlehne.

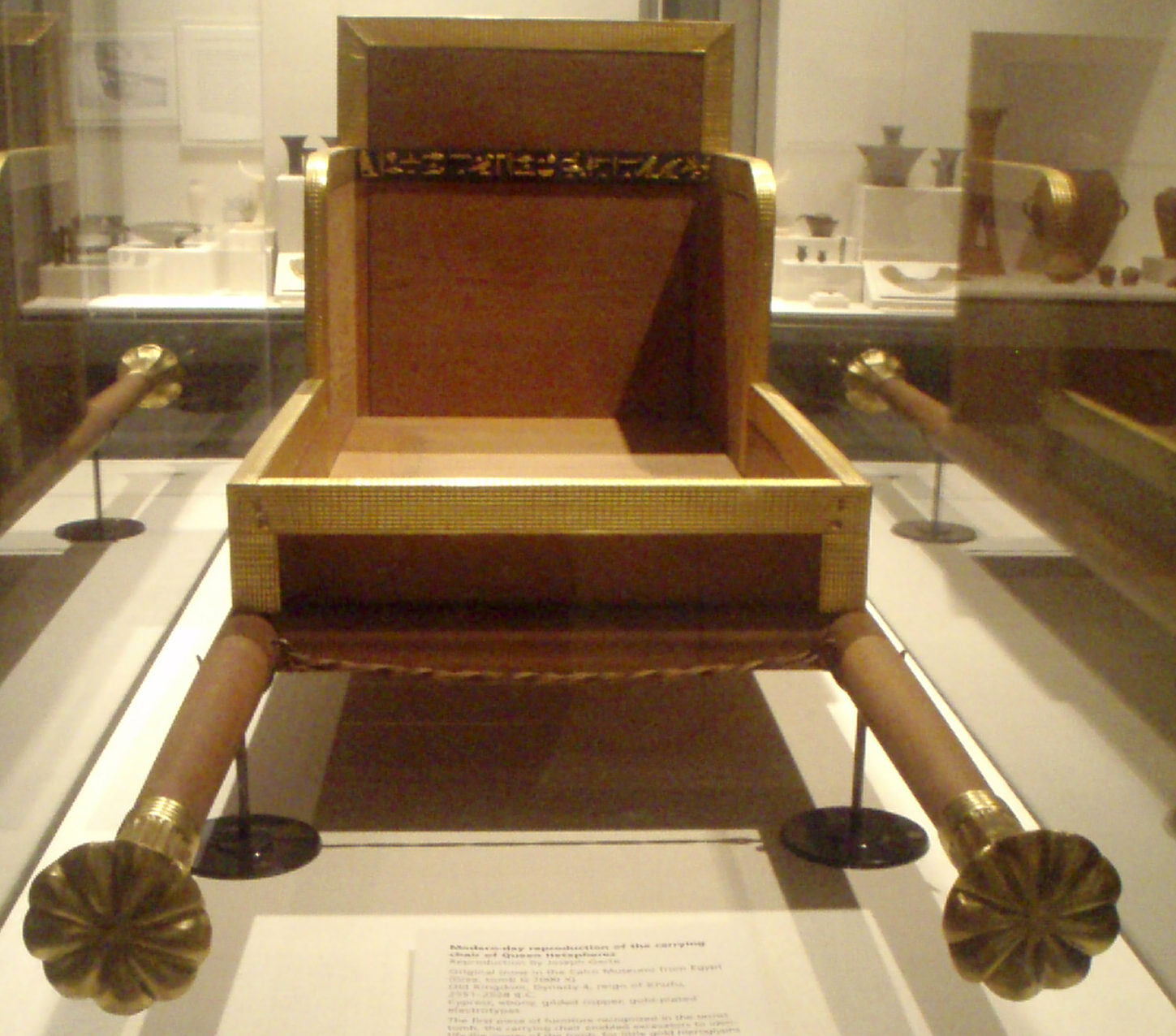
Originalgetreue Kopie der Sänfte der Hetepheres im Museum of Fine Arts Boston nach dem Original im Ägyptischen Museum Kairo (JE 52372)

Das Holz der Sänfte (JE 52372) war sogar noch besser als jenes des Bettes erhalten, obwohl es etwa zu einem Sechstel des ursprünglichen Volumens zusammengeschrumpft war. Sie ist 99 cm lang, 53,5 cm breit und 52 cm hoch. Die Holzkonstruktion war an allen Ecken mit Gold eingefasst und mit geometrischen Reliefs verziert. Die Sitzfläche war ausziehbar, damit die Königin ihre Beine ausstrecken konnte. Auf beiden Seiten der Rücklehne war in der Höhe der Armlehnen in goldenen Hieroglyphen auf schwarzem Ebenholz die folgende Schrift angebracht: „Mutter des Königs von Ober- und Unterägypten, Tochter des Horus, betraut mit den Angelegenheiten der Imat, diejenige, für die das Wort geschaffen wurde, Gottestochter, Hetepheres.“ Die Holzkonstruktion wurde mit Lederriemen und mit Kupfer überzogenen Zapfen zusammengehalten. An den Enden der Trägerstangen waren palmenförmige Abschlüsse angebracht.

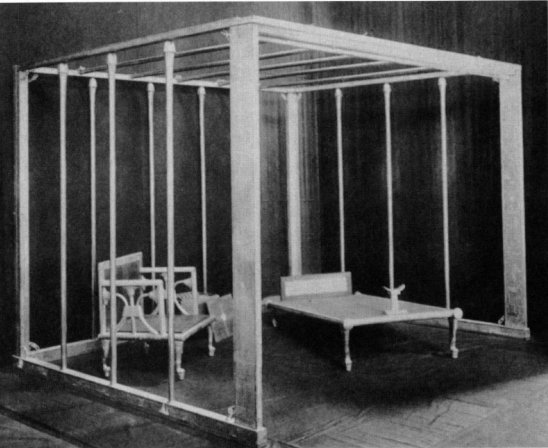
Rekonstruierter Baldachin im Ägyptischen Museum Kairo (JE 57711)

Die demontierten Teile eines goldüberzogenen Holzgestänges eines Baldachins (JE 57711) lagen teilweise auf dem Sarkophag und teilweise zwischen Sarg und Ostwand. Mit dem Zerfall des Holzes fiel das Goldgehäuse auf die Töpfereien in diesem Bereich. Am westlichen Rand des Sargdeckels stand die Kiste für den Baldachin (JE 72030), die an Ort und Stelle zerfiel. Die Intarsienverzierung wurde jedoch unversehrt und in der ursprünglichen Anordnung vorgefunden, wodurch die Fassade rekonstruiert werden konnte. Die langen Seiten tragen jeweils eine Inschrift, die durch zwei Darstellungen der Geiergöttin Nechbet in zwei spiegelbildliche Teile getrennt werden. Der Baldachin konnte relativ schnell abgebaut und an einem anderen Ort wieder aufgebaut werden, indem die Stangen durch die Kupfer überzogenen Zapfen in die kupfernen Vertiefungen zusammengesteckt wurden. An die Oberseite des Rahmens wurden in regelmäßigen Abständen auf allen vier Seiten Aufhänger befestigt, offenbar um Vorhänge an der Innenseite des Baldachins und ein Tuch als Überdachung daran zu befestigen. Von den Vorhängen wurden keine Überreste gefunden. Möglicherweise wurden diese ursprünglich in der Kiste aufbewahrt. Der Baldachin muss einen Raum gebildet haben, in dem das Bett und vielleicht auch andere Möbel platziert wurden, vielleicht um der Privatsphäre willen oder als Schutz vor Insekten. Die Gold-Ummantelung war hauptsächlich mit Mattenmustern dekoriert, mit Ausnahme der glatten Oberfläche am Gestänge und der Innenseite des Türrahmens, die mit Inschriften mit Titel und Namen des Snofru beschriftet waren.

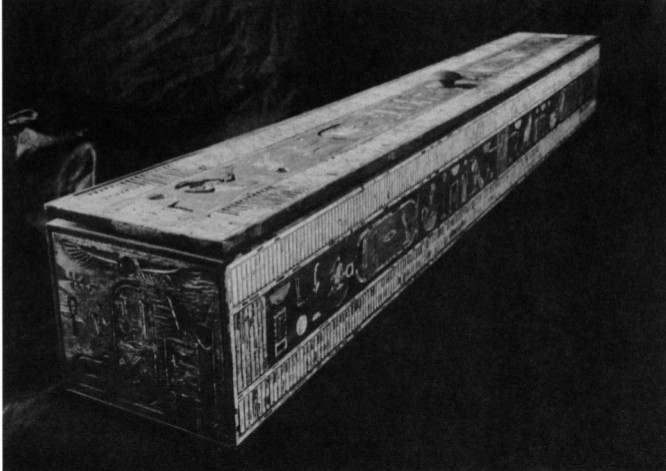
Die große hölzerne Truhe (Temp. Reg. 22.2.60)

Die Objekte, die südlich des ersten Armsessels herumlagen, ruhten alle auf einer Schicht verfaulten Holzes. Über diesen Objekten lagen Stücke von Perlenstickereien und Einlagen und Goldblätter. Es war möglich, diese als Deckel und große hölzerne Truhe (Temp. Reg. 22.2.60) zu rekonstruieren, die ursprünglich all die herumliegenden Objekte enthielt.

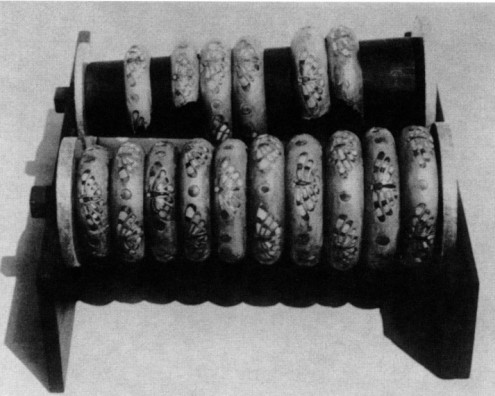
Armreife (JE 53265-81; MFA 47.1699) auf rekonstruierter Halterung …

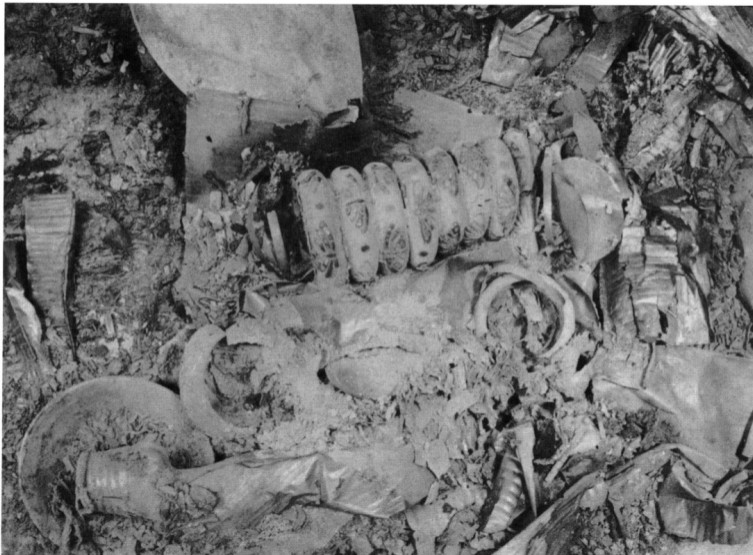
… und in situ

Zum Inhalt der großen Truhe gehörte ein Kästchen mit Armreifen (JE 53265-81; MFA 47.1699). Dieses ist 33,7 cm breit, 41,9 cm lang und einschließlich Deckel 21,8 cm hoch. Das Holz ist innen und außen mit gerippten Goldblättern verkleidet und Mattenmustern an den Rändern. Die Armreife aus Silber sind mit Karneol, Lapislazuli und Türkisen eingelegt. Den Dekor bilden stilisierte Schmetterlinge mit ausgebreiteten Flügeln. Ursprünglich waren 20 Armbänder in Zehnergruppen unterteilt auf den beiden Zylindern des Kästchens aufgereiht. Der Deckel hat einen kleinen Elfenbeinknauf in der Mitte, um das Kästchen zu öffnen. Auf beiden Seiten davon gibt es eine Inschrift in Hieroglyphen. Auf der linken Seite heißt es: „Mutter des Königs von Ober- und Unterägypten, Hetepheres.“ und auf der rechten: „Kästchen mit Armreifen“. Unterhalb der rechten Inschrift hat ein Schreiber in schwarzer Tinte das Wort „Armbänder“ geschrieben, vielleicht bei einer Inspektion der Grabausrüstung.
Des Weiteren enthielt die große Truhe Waschkrug und -becken aus Kupfer, zwei Steingefäße, zwei Tongefäße, die hölzerne Kopfstütze mit Gold- und Silberauflage (JE 53262), ein hölzernes Kästchen mit Salbentiegel aus Kalzit (JE 52373), Gold- und Silberteller, Rasiermesser und andere Kosmetikgegenstände aus Gold und Kupfer sowie Armbänder aus Elfenbein.
Westlich der Truhe lag eine weitere Gruppe von Fragmenten, dich sich zu einer rohrförmigen Lederhülle (JE 89619) mit metallbeschlagenen Scheiben am oberen und unteren Ende zusammensetzen ließen. Sie enthielt zwei lange Stöcke mit geripptem Goldgehäuse und einen dritten Holzstab, der mit einem Muster von Min-Emblemen eingelegt war. Das Goldgehäuse eines der Spazierstöcke konnte in einer Länge von 102 cm rekonstruiert werden.
Zur Grabausstattung gehörten etwa acht weitere hölzerne Kästchen mit Leinen, Töpferwaren, Steingefäßen, Lehmsiegeln und Feuersteinen. Außerdem lagen zwei Gruppen von Werkzeugen herum, die wahrscheinlich von den Arbeitern zurückgelassen wurden, darunter Meißel, zu Werkzeugen verarbeitete Knochen, Kupfergeräte und ein Messer mit Holzgriff. Zahlreiche Siegelfragmente, die den Namen des Cheops tragen, weisen diesen als Auftraggeber der Grabausstattung aus.
Das Grab der Hetepheres liefert einen großen Korpus an Keramikgefäßen in einem gut datierten Kontext, was ihn für die archäologische Auswertung besonders wertvoll macht. Er ergänzt den Korpus aus den Mastaba-Gräbern, anhand dessen Reisner eine Keramik-Klassifikation für das Alte Reich vornahm. Im Grab der Hetepheres identifizierte er insgesamt 281 Keramikgefäße, die er 17 Typen zuordnete.
Des Weiteren wurden total 39 Steingefäße gefunden, die alle aus Alabaster sind. Nur eines von den 26 größeren Gefäßen wurde poliert, die anderen wurden lediglich geglättet. Die 13 kleinen Kosmetikgefäße wurden besser bearbeitet, jedoch wurde bei mehreren die Oberfläche durch Feuchtigkeit beschädigt.

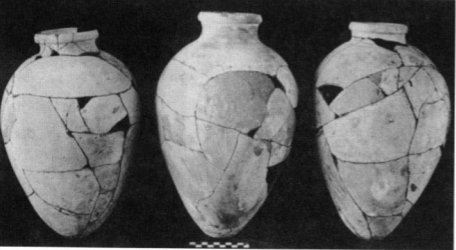
Große Weinkrüge
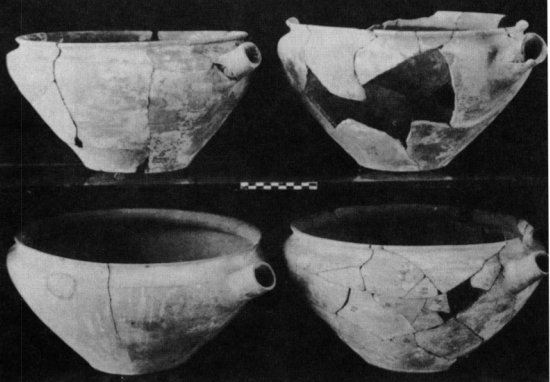
Schalen mit Tülle
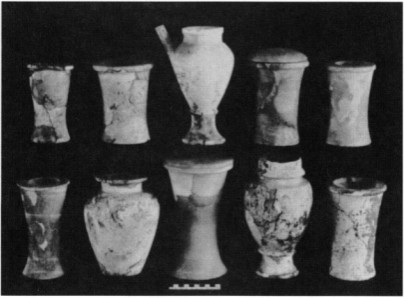
Alabastergefäße
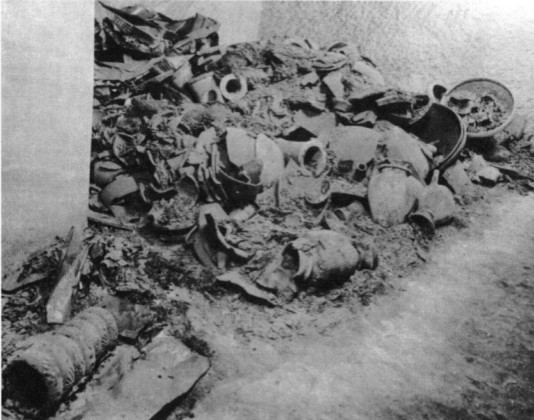
Alabastergefäße in situ

## Interpretationen der Fundsituation

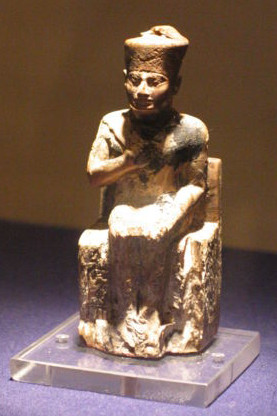
König Cheops, dessen Mutter Hetepheres war.

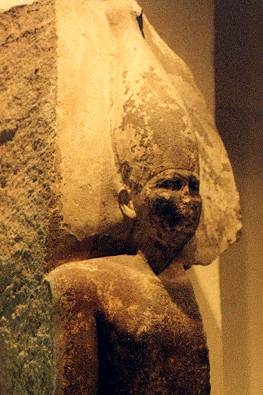
König Snofru, für dessen Gemahlin Hetepheres allgemein gehalten wird.

Die Grabausstattung der Hetepheres I. weist einige Besonderheiten auf:
- Es finden sich keine Spuren eines Oberbaus: Normalerweise weist eine solche Substruktur einen Oberbau auf, der die Anlage kennzeichnet und wo die Opfer für den Toten dargebracht werden konnten. Insbesondere bei diesem Grab wäre ein Oberbau zu erwarten, da es die Grabausstattung enthielt und es sich bei Hetepheres um eine Person von hoher Bedeutung handelte, vielleicht die wichtigste Frau am Königshof. Ein Oberbau hätte wegen der Nähe zu den Königinnenpyramiden jedoch auch nie errichtet werden können.[29]
- Der Sarkophag wurde völlig leer vorgefunden, zeigte aber noch gelbliche Flecken, die auf Natronlösung und somit eine Bestattung zurückzuführen sind.[29][30] Demgegenüber enthielt das Grab noch die mumifizierten Eingeweide. Somit wurde der Körper aus dem Grab entfernt, die inneren Organe jedoch nicht.
- Der Sarkophag und der Kanopenkasten wurden falsch platziert: Der Sarkophag war an der Ostseite anstatt wie sonst üblich an der Westseite aufgestellt worden und der Kanopenkasten hätte südlich des Sarkophags aufgestellt sein müssen.
- Die Königinnen wurden in der Regel bei der Pyramide ihres Gemahls bestattet. So wäre für Königin Hetepheres eine Grabanlage in Dahschur bei einer Pyramide des Snofru zu erwarten gewesen.
- Architekturtypologisch weist das Grab Ähnlichkeiten mit den Elitegräbern der 3. Dynastie in Meidum und Dahschur auf, insbesondere der Treppenabgang am Fuß des Schachtes.[29]
- Entgegen den Gepflogenheiten zu Cheops Zeiten waren die Wände nicht mit Steinplatten verkleidet.[29][31]

### Beraubtes Grab in Dahschur wurde nach Gizeh verlagert
In ägyptologischen Kreisen war George Andrew Reisner auch als Leser von Kriminalromanen bekannt. Der Befund des Grabes der Hetepheres gab ihm die Möglichkeit, selbst einen „Fall“ zu lösen. Er vermutete, dass Hetepheres ihren Mann Snofru überlebte. Nach ihrem Tod ließ sie ihr Sohn Cheops zuerst in der Nähe von Snofru in Dahschur bestatten. Kurz nach ihrer Bestattung drangen Grabräuber in das Grab ein und raubten die Mumie wegen ihrer reichen Ausstattung. Cheops wurde über die Situation informiert, jedoch verschwieg ihm ein kluger Minister, dass die Mumie geraubt wurde. Der Minister ließ den Sarkophag wieder verschließen, um zu verbergen, dass der Leichnam fehlte. Um seiner Mutter eine sicherere Ruhestätte zu ermöglichen, ordnete Cheops an, ihr ein geheimes Grab in Gizeh in der Nähe seiner Pyramide zu errichten. So wurde ihre gesamte Grabausstattung aus ihrem alten Grab in ihr neues verlegt, wo sie bis zur Entdeckung verblieb. Diese Interpretation geht weit über die archäologischen Fakten hinaus, trotzdem wurde sie schon als historische Tatsache angesehen.
Mark Lehner wendet gegen Reisners Theorie ein, dass es nicht plausibel ist, dass das Grab der Hetepheres I. nach Gizeh verlagert wurde, anstatt dass Vorsichtsmaßnahmen gegen weitere Plünderungen am ursprünglichen Grab in Dahschur vorgenommen wurden. Hinzu kommt, dass eine Bestattung während der Bauarbeiten der Cheops-Pyramide kaum geheim gehalten werden konnte. Außerdem widerspricht ein Grab ohne Oberbau den Jenseitsvorstellungen dieser Zeit. Es ist zudem anzunehmen, dass die Öffnung des Sarkophags durch Fachpersonal erfolgte, da ihn Grabräuber wohl einfach zertrümmert hätten. Die Umstände deuten auf eine hastig erfolgte Bestattung hin, etwa nach dem unerwarteten Tod der Königin, und nicht auf eine geordnete Umbettung.

### Notgrab
Mark Lehner erachtete es für möglich, dass die Königsmutter zu einem Zeitpunkt starb, als die drei Königinnenpyramiden noch nicht fertiggestellt waren. Die Todesumstände erforderten es, dass die Grabausstattung hastig hergerichtet werden musste. Lehner hält eine südlich von G I-a und östlich von G 7000x in den Fels gehauene Grube, die er als G I-x bezeichnete, für den unvollendeten Eingang einer niemals gebauten Pyramide. Demnach bildeten G 7000x und G I-x Bestandteile desselben unvollendeten Grabkomplexes der Königin Hetepheres I. Zu einem späteren Zeitpunkt wurde die Mumie mit einer erneuerten Grabausstattung in eine neue Grabanlage überführt. Ihre ursprünglichen Grabbeigaben blieben in der Felsenkammer von G 7000x zurück.
Dagegen lässt sich einwenden, dass bei einem Umzug in ein neues Grab kaum ein so wichtiges Utensil wie der Kanopenkasten zurückgelassen würde. Möglicherweise wurde das Grab auch als altes Grab aus der 3. Dynastie mit vorhandenem Alabastersarkophag und Kanopenkasten unter Cheops wiederverwendet, um die Mumie der Hetepheres zwischenzulagern. Der Kanopenkasten enthielt die Eingeweide einer ursprünglichen Bestattung, Hetepheres Kanopenkasten wurde hingegen zusammen mit der Mumie in ihr neues Grab transportiert. Diese Grabanlage könnte die nördliche Nebenpyramide G I-a gewesen sein. Die Zuordnungen der beiden Vertiefungen zu ein und demselben Grabmonument bleibt sehr spekulativ. Der Plan der Substruktur des angeblichen Pyramidenkomplexes G I-x und G 7000x würde sich fundamental von denen anderer Königinnenpyramiden dieser Zeit unterscheiden. Zudem gibt es keine Belege für die Existenz einer Pyramide über G I-x.

### Thronwirren

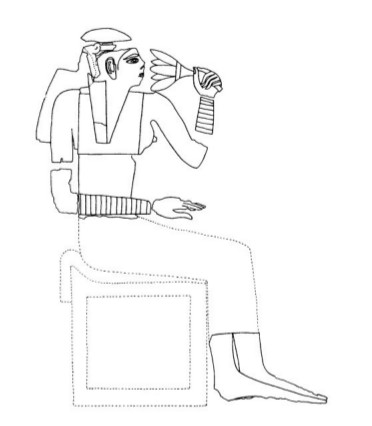
Darstellung der Hetepheres I.

Zur Diskussion kommt hinzu, dass für Hetepheres die allgemein angenommene eheliche Verbindung zu Snofru nicht eindeutig nachzuweisen ist, wenn auch durch Siegelabrollungen im Grab der Hetepheres I. eine enge Beziehung zu den Königen Snofru und Cheops erwiesen ist. Der wichtige Titel einer Königsgemahlin (Ḥm.t-njswt – Hemet-nisut) ist für sie nicht belegt. Dafür trägt sie andere bedeutende Titel, darunter den zum ersten Mal belegten Titel einer „Gottestochter“ (S3t-nṯr – Sat-netjer) mit dem Zusatz nt-ẖt.f (net-chet.ef). Peter Jánosi vermutet daher, dass Cheops’ Thronbesteigung nicht rechtmäßig erfolgt sein dürfte: „Diese seltsame Titelgebung sowie das Fehlen des Ḥmt-nswt-Titels legen nahe, dass Cheops kein direkter Nachkomme des Snofru gewesen ist und seine Abkunft mit Hilfe einer „pseudogenealogischen“ Titulatur seiner Mutter (S3t-nṯr-nt-ẖt.f) auf einen göttlichen Stammbaum (Sohn einer „Gottestochter“) zurückführte, um seine Herkunft und damit auch seinen Herrschaftsanspruch zu untermauern.“ Somit könnte Hetepheres eine „Nebenfrau“ ohne Anspruch auf den Königinnenstatus oder eine Verwandte des Snofru gewesen sein. In diesem Zusammenhang wäre auch zu verstehen, dass sich für Cheops die Notwendigkeit ergab, „das Grab seiner Mutter unter Verschweigen seiner tatsächlichen leiblichen Herkunft und unter Ermangelung eines entsprechenden Bestattungsplatzes bei seinem Vorgänger bei seinem eigenen Pyramidenkomplex in Gizeh anlegen zu lassen“.
Des Weiteren attestiert der Titel „Leiterin der Schlächter des Akazienhauses“ der Hetepheres I. eine Funktion im Totenkult eines Königs. Es ist naheliegend, dass es sich dabei um Snofru handelt, was auch zeigt, dass sie diesen überlebte. Roman Gundacker schließt daraus, dass sie „deshalb niemals an einem anderen Ort als Giza bestattet gewesen sein kann.“ Trotzdem kann ihr bereits davor ein Grab in Dahschur oder Meidum gehört haben, das ihrer Position vor Cheops’ Thronbesteigung entsprach. In dem Augenblick als Cheops König wurde, wurde dieses aber nicht mehr dem Rang einer Königsmutter gerecht.